# Distretto di Azazga
Il distretto di Azazga è un distretto della provincia di Tizi Ouzou, in Algeria.

## Comuni
Il distretto di Azazga comprende 5 comuni:
- Azazga
- Freha
- Ifigha
- Yakouren
- Zekri